# Sint-Mariakerk (Suhl)
De protestants-lutherse Sint-Mariakerk (Kirche St. Marien) is het oudste kerkgebouw van de stad Suhl in Thüringen en werd oorspronkelijk tussen 1487 en 1491 opgericht.

## Geschiedenis
In 1487 werd in het centrum van de stad begonnen met de bouw van de nieuwe hoofdkerk. De aan Maria gewijde kerk werd in 1491 voltooid.
De graven van Henneberg voerden in het jaar 1544 de reformatie in het graafschap in. Bij een grote stadsbrand in april 1590 brandde de kerk af. De nieuwbouw werd in 1634 tijdens de Dertigjarige Oorlog opnieuw door een stadsbrand verwoest. Tussen 1647 en 1650 volgde de wederopbouw en op 8 oktober 1654 de wijding. Een volgende stadsbrand op 1 mei 1753 verwoestte ook deze bouw.
De huidige kerk werd naar het laatbarokke ontwerp van Ludwig August Hoffmann onder leiding van Johann Philip Kober gebouwd. Op 1 november 1761 vond de wijding plaats. De toren werd voltooid in 1769 en in 1770 kreeg de kerk klokken.

## Architectuur

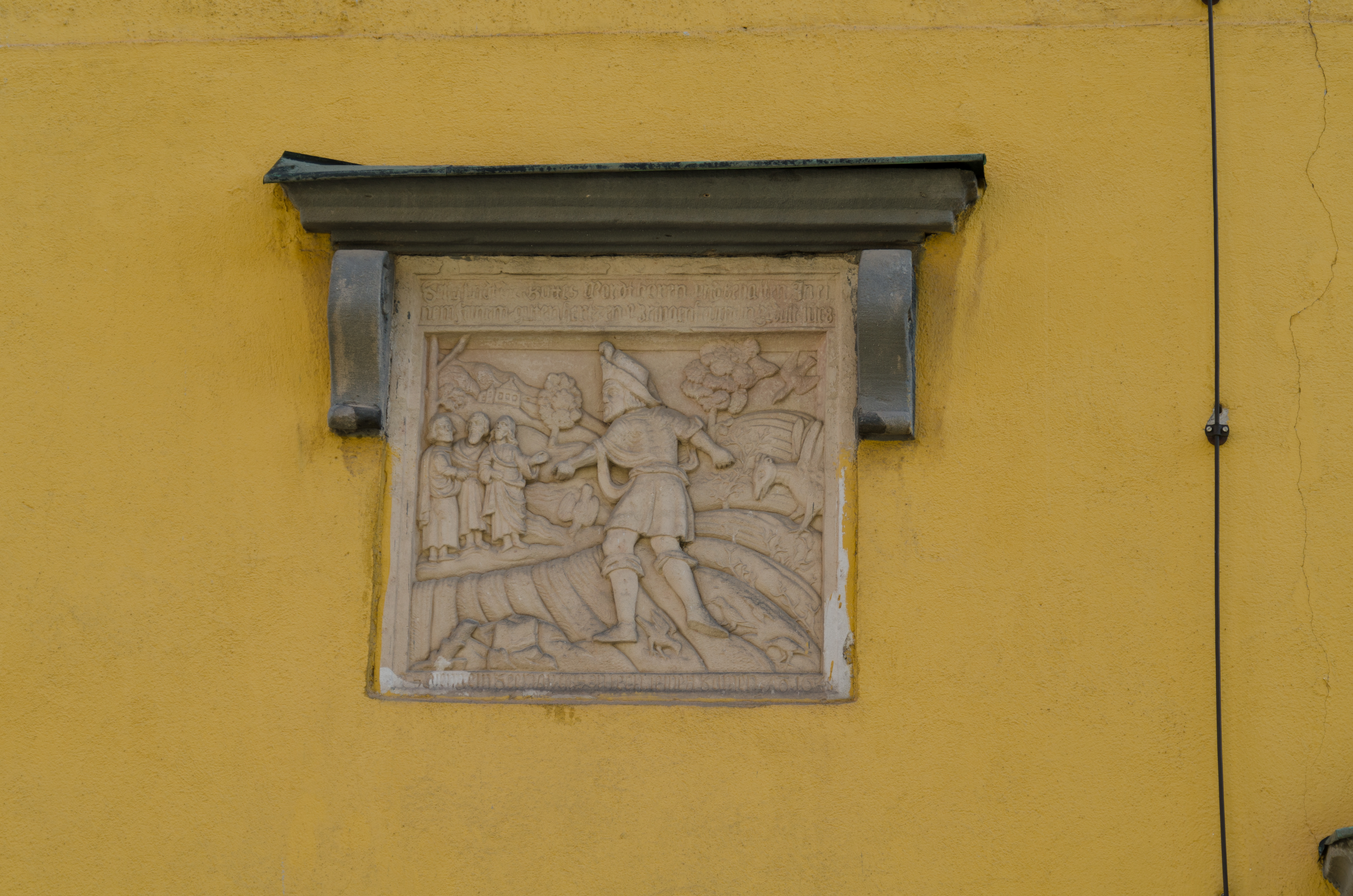
Reliëf aan de muur

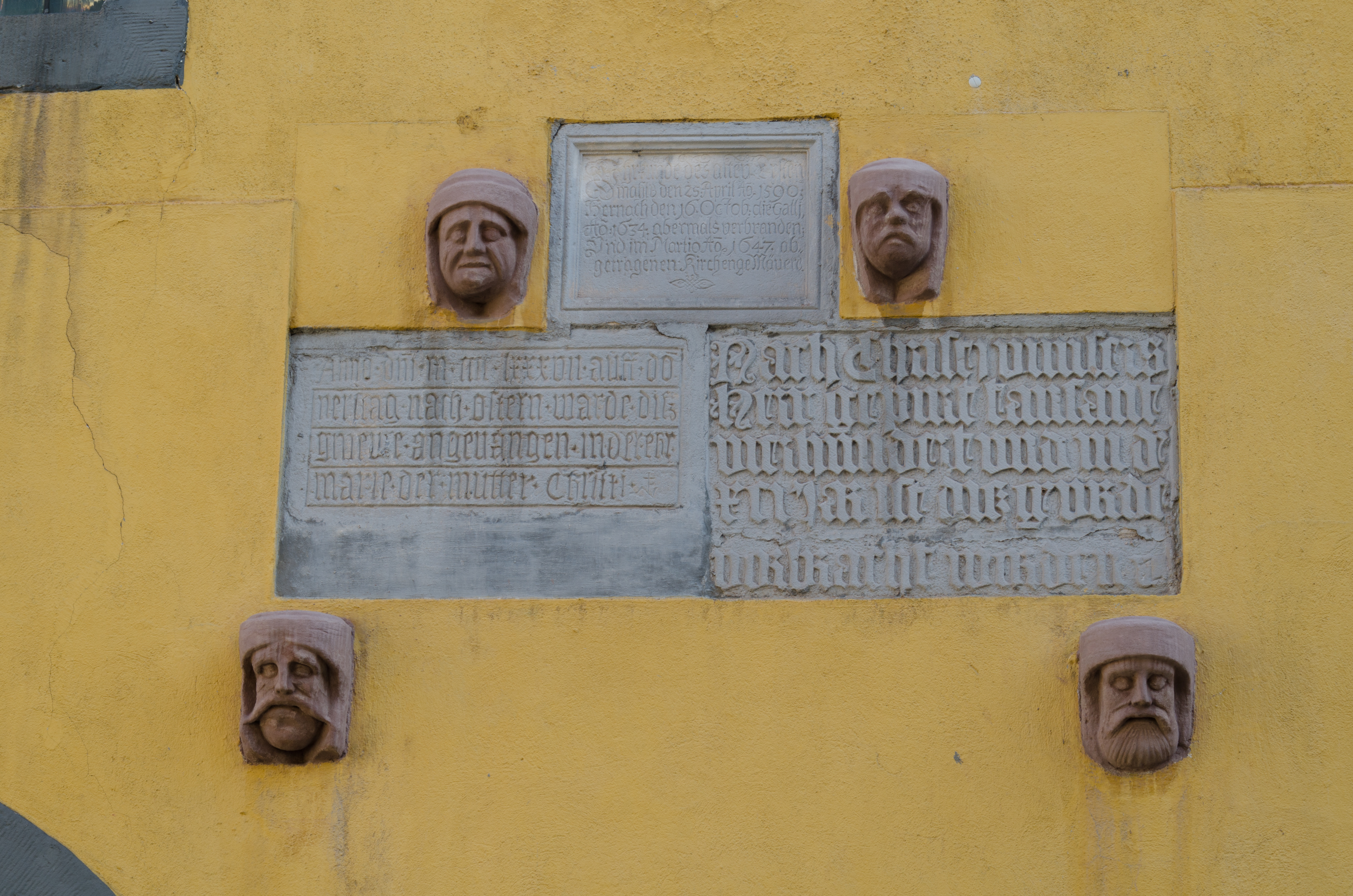
Ingemetselde inschriften van voorgangers

Het kerkgebouw is als een zaalkerk met een steil zadeldak vormgegeven. De muren zijn in gele kleur gestuct en bezitten op twee verschillende hoogten rijen vensters, de hogere vensters zijn aanmerkelijk groter dan de eronder liggende vensters. In de muren zijn twee stenen reliëfs en drie inschriften ingemetseld die van de voorgangerkerken stammen. De vierkante kerktoren heeft een barokke afsluiting met een lantaarn als bekroning. Aan beide zijden van de toren zijn trappenhuizen met een ronde plattegrond en wenteltrappen aangebouwd. Het ingangsportaal, de brede lisenen en een stralenkrans met een pelikaan in de geveldriehoek drukken hun stempel op de westelijke zijde. Het koor met de steunberen is nog een gedeeltelijk relict van een ouder kerkgebouw.

## Inrichting
Het interieur van het monument is in de rococostijl vormgegeven. Drie rijen galerijen omgeven het kerkschip van drie kanten en in de koorruimte bevindt zich het kanselaltaar. De borstweringen van de galerijen worden versierd met schelpmotieven en engelenhoofdjes. Boven het kanselaltaar bevindt zich het orgel met een prachtige orgelkas. De beelden van Mozes met de Tien Geboden en Johannes de Doper versieren het altaar. Aan het plafond bevindt zich een beschildering van een engel met een brandend zwaard en de Tien Geboden die herinnert aan Gods Recht; de andere engel op het plafond met het kruis en de Bijbel symboliseert Gods toegewijde liefde en vergevende genade. In de sacristie zijn meer muur- en plafondschilderingen te bezichtigen, die uit de 17e eeuw stammen.
Het orgel werd in 1757-1762 door Johann Michael Wagner uit Schmiedefeld gebouwd. Het orgel bezit 29 registers verdeeld over twee manualen en pedaal op sleepladen met mechanische tractuur. Een restauratie van het orgel volgde in de jaren 1971-1972.